# Carolyn B. Shelton
Pour les articles homonymes, voir Shelton.
Carolyn B. Shelton, née en octobre 1876 dans le comté d'Union (Oregon) et morte le 26 juillet 1936 à Salem (Oregon), est une femme politique américaine.
Secrétaire de longue date du gouverneur de l'Oregon et sénateur George Earle Chamberlain, elle est gouverneure par intérim du 27 février au 1er mars 1909 durant l'absence de ce dernier de l'État, ce qui fait d'elle la première femme à occuper le poste de gouverneur par intérim d'un État américain,. À cette fonction, elle n'effectue que des tâches de routine. Elle épouse Chamberlain en 1926.

## Biographie

### Origines et famille
Carolyn B. Skiff est la fille de Willis S. et Mary C. Skiff. Alors qu'elle a neuf ans, son père disparaît mystérieusement. En dépit d'une enquête menée par l'agence de détectives Pinkerton, il n'a jamais été retrouvé. Sa mère meurt deux ans plus tard. Avec son frère et sa sœur, Nolan et Mabel, elle est confiée à son frère aîné Orrin et l'épouse de celui-ci, Elizabeth. Un an plus tard, l'avocat John W. Shelton devient le tuteur légal des enfants,. Âgée de seize ans, le 27 octobre 1892, Carolyn épouse John Shelton à Weiser (Idaho). Il meurt deux ans plus tard.

### Carrière professionnelle

#### Débuts
Veuve, Carolyn B. Shelton devient sténographe dans un cabinet d'avocats, Starr, Thomas and Chamberlain,. Elle excelle dans son travail, à tel point qu'on lui confie la rédaction de documents juridiques, une tâche d'habitude souvent confiée à de jeunes avocats. Elle impressionne George Earle Chamberlain, un avocat du cabinet, et lorsqu'il est élu procureur de district du comté de Multnomah, il en fait sa secrétaire personnelle. Il est élu gouverneur de l'Oregon en 1902 et Carolyn B. Shelton le suit dans les mêmes fonctions,.

#### Gouverneure de l'Oregon par intérim
Elle est brièvement gouverneure de l'Oregon par intérim en 1909, ce qui fait d'elle la première femme à occuper le poste de gouverneur par intérim aux États-Unis. Elle était en effet encore la secrétaire de George Earle Chamberlain lorsqu'il fut élu au Sénat des États-Unis, en 1908. Devant être assermenté en tant que sénateur le 4 mars 1909 à Washington, D.C., Chamberlain quitta l'Oregon dès le 27 février afin d'arriver à temps dans la capitale fédérale. Son mandat de gouverneur était censé s'achever le 1er mars. Le gouverneur désigné, Frank W. Benson, étant malade et donc incapable de lui succéder dans cette fonction par intérim, Chamberlain charge Carolyn B. Shelton d'occuper le poste durant le week-end. Il était alors d'usage pour les gouverneurs de laisser leurs secrétaires personnels leur succéder par intérim lorsqu'ils voyageaient hors de l'État ou étaient en incapacité d'exercer leurs fonctions ; cependant, avant Carolyn B. Shelton, tous les secrétaires particuliers des gouverneurs avaient été des hommes.
Elle effectue des tâches de routine, liées à des procédures de réquisition et d'extradition. Elle décide de ne pas accorder de grâce, estimant que ce droit ne devait être que rarement utilisé. Aucune activité majeure n'est enregistrée pendant son court mandat de gouverneure par intérim. Elle occupe cette fonction trois ans avant que les femmes de l'Oregon n'obtiennent le droit de vote. Certains habitants de l'Oregon l'appellent « Madame le gouverneur », même après la fin de son bref mandat,.
Par la suite, Carolyn B. Shelton suit George Earle Chamberlain à Washington et travaille de nouveau à ses côtés comme secrétaire. Alors qu'il est sénateur, elle occupe également la fonction de greffière du Comité des affaires militaires du Sénat, une commission présidée par Chamberlain.

### Mariage et fin de vie
Le 12 juillet 1926, elle épouse Chamberlain à Norfolk (Virginie), un an après le décès de la première femme de ce dernier,. Il meurt deux ans plus tard des suites d'un accident vasculaire cérébral antérieur. Après sa mort, elle retourne à Union, en Oregon. Elle meurt le 26 juillet 1936. Elle est enterrée au cimetière national d'Arlington.